# Бухгалтер (песня)
«Бухгалтер» — песня группы «Комбинация», выпущенная в её альбоме «Московская прописка» (1991). Оригинальная версия записана дуэтом Алёны Апиной и Татьяны Ивановой. Композиция стилизована под шансон и рассказывает злободневную историю о маленьком человеке — простом бухгалтере. Сюжетное музыкальное видео на песню, снятое на манер короткометражного кино, получило по итогам 1991 года премию «Овация» в номинации «Лучший видеоклип». Покинувшая группу вскоре после выхода песни Апина, на правах автора текста записала свою версию «Бухгалтера», которая вошла в её дебютный альбом «Улица любви» (1992) и с тех пор является частью сольного репертуара певицы.

## История
Песни группы «Комбинация» традиционно отличались остросоциальной тематикой «на злобу дня», повествуя о дефиците, стремлении девушек выйти замуж за иностранца и прочих реалиях СССР и России конца 1980-х — начала 1990-х годов. Трек «Бухгалтер» следовал в том же русле, рассказывая историю про своего рода Акакия Акакиевича перестроечных времён, маленького человека, считающего чужие деньги. «Новое время рождает нового героя, тысячи и тысячи фирм должны составлять квартальные и годовые балансовые отчёты. <…> Настоящий массовый героизм проявляет армия бухгалтеров. Теперь это самая модная профессия. Впервые о бухгалтерах слагают песни», — очерчивает эпоху появления композиции журналист Леонид Парфёнов в своём телевизионном цикле «Намедни».
Текст песни был написан за ночь одной из двух тогдашних солисток «Комбинации» Алёной Апиной. Почему именно о бухгалтере, не понимает даже сама певица. По её словам, у неё нет ни одного друга или родственника из финансовой сферы, а отношения с деньгами по жизни довольно непростые. Первым стихи увидел композитор и сооснователь группы Виталий Окороков. Однако сначала идею он не оценил из-за странных строчек про дебет, кредит и валенки. «В Омске, на гастролях, в семь утра мне в номер стучит возбуждённая Алёна Апина и читает текст про бухгалтера, который она только что написала. Я слушаю и понимаю, что это какая-то полная ерунда», — вспоминает композитор. Тем не менее он примерно за 10 минут сочинил для этих слов музыку — блатноватую, на манер шансона.
Песня изначально не рассматривалась всерьёз ни участницами группы, ни Окороковым — включать её в альбом «Московская прописка» (1991) не планировалось, так как она не подходила стилистически. Тем не менее композиция на пластинку всё же попала и стала хитом, повсеместно звуча по радио, а клип на неё активно крутился на телеканалах. Апина вскоре покинула группу и на правах автора текста записала свою версию песни, вошедшую в её дебютный альбом «Улица любви» (1992). С тех пор композиция стала неотъемлемой частью сольного репертуара певицы. Песня сохранилась и в сет-листах «Комбинации» (ныне с одной Татьяной Ивановой на вокале) — во время этого номера на сцену иногда выходит и Апина, как приглашённая звезда и человек, с которым история песни связана неразрывно.

## Видеоклип
Сразу после записи песни было решено снимать видеоклип. Выполнить эту задачу продюсер и сооснователь «Комбинации» Александр Шишинин предлагал многим студентам ВГИКа. Так, Фёдор Бондарчук, Филипп Янковский и Степан Михалков отказали ему, сказав, что это травмирует их вкус, а Тиграна Кеосаяна не устроила сумма гонорара. В результате взяться за дело согласился Сергей Косач. По словам последнего, знакомый, который свёл его с группой, описал ему предстоявшую работу следующим образом: «Есть две лохушки, поют какую-то унца-унца-унца-ца, шансов никаких, бесполезно практически. Но чувак платит бабки. Поэтому эти деньги нужно взять, этих двух кошёлок снять — пусть они там попоют себе». Тем не менее Косач хотел сделать не просто музыкальный ролик, а полноценный короткометражный фильм с главными героями, массовкой и декорациями. За работу ему причиталась крупная по тем временам сумма в $200. В итоге он выступил как режиссёром, так и сценаристом клипа. По сюжету в музыкальное кафе заходит бухгалтер и заказывает песню о себе. Следом появляются две певицы (Апина и Иванова) и начинают исполнять для него желанную композицию. Герой же сидит за столом с администратором заведения и наслаждается музыкой. По окончании номера бухгалтер выходит из кафе, а навстречу ему идут два американца. Далее звучит ещё одна знаменитая песня «Комбинации» — «American Boy».
Съёмки «Бухгалтера» проходили на протяжении двух дней в Москве — ночью в учебном павильоне ВГИКа, а днём в кафе на Рождественском бульваре. «Мы снимали в пустом холодном зале на одну камеру… Что это должно было быть, мы даже не догадывались. Всё это было похоже на бред сумасшедшего!», — вспоминает Иванова процесс работы над видео. Изначально на главные мужские роли в клипе Косач намеревался позвать Евгения Леонова и Николая Караченцова, но идея так и осталась идеей. В итоге образ бухгалтера воплотил актёр Юрий Оленников, которого режиссёр нашёл в театре «Сатирикон» (однокурсники сказали ему, что там играет «практически Пьер Ришар»). Хозяина и администратора заведения, мсье Жана, сыграл ещё один артист «Сатирикона» — Игорь Ромащенко. Кроме того, в роли тапёра снялся будущий актёр популярного театра «Квартет И» Леонид Барац. Премьера клипа состоялась в телепрограмме Ивана Демидова «МузОбоз». После этого ролик активно ротировался по ТВ, а Оленников получил широкую известность. Музыкальный критик Артур Гаспарян на страницах «Звуковой дорожки МК» осенью 1991 года охарактеризовал данное видео как «бомбу летнего сезона в музыкальном телеэфире», оценив его также как «восхитительное». По итогам того же года «Бухгалтер» был отмечен премией «Овация», победив в номинации «Лучший видеоклип».

## Версии песни
- 1991 — Оригинальная версия «Комбинации». Вышла в виниловом издании альбома «Московская прописка» (1991), а также в виниловом сборнике «Лучшие песни Виталия Окорокова» (1992). Вокальные партии в песне исполняют Алёна Апина и Татьяна Иванова. Именно этот вариант звучит в снятом на композицию видеоклипе. Официально на CD и в формате цифровой дистрибуции данная версия по состоянию на 2025 год так и не издавалась.
- 1992 — Сольная версия Алёны Апиной. Вышла в её дебютном альбоме «Улица любви» (1992), который был выпущен только на виниле и кассетах. Все вокальные партии в песне исполняет одна Апина. Впоследствии эта версия композиции появилась также на CD и в формате цифровой дистрибуции — в различных сборниках творчества певицы (например, «Алёна Апина», 1993; «Ты мне не снишься», 2001; «Большая коллекция», 2014 и др.).
- 1993 — Перезаписанная версия «Комбинации». Вышла в кассетном альбоме «Два кусочека колбаски от хороших девочек» (1993) и в CD-издании альбома «Московская прописка» (1994). Вокальные партии исполнили Иванова и Светлана Кашина (в буклете к «Московской прописке» однако участие Кашиной в записи не значится)[13]. Именно эта версия представлена в различных CD-сборниках песен «Комбинации» и распространяется в формате цифровой дистрибуции.

Помимо основных версий, песня получила и ряд официальных танцевальных ремиксов. Так, переработанный в клубном стиле вариант Кашиной/Ивановой представлен в альбоме «Комбинации» «Музыка для дискотек (Non-Stop Dancing)» (1995). Танцевальные переосмысления сольной записи Апиной выходили в её же альбомах «Музыка для дискотек (Remake)» (1995) и «Самолёт на Москву» (2007). Для последнего ремикс «Бухгалтера» сделал DJ Smash.

## Цитирования
Главная музыкальная тема песни «Бухгалтер» неоднократно используется в композиции «Частушки» группы «Сектор Газа». Эта же мелодия звучит в тизере к песне «ДиДжей» Алёны Апиной (в итоговый вариант композиции данный мотив однако не вошёл). Лейтмотив из «Бухгалтера» встречается также в сатирическом хип-хоп треке «Подкаты» и видеоклипе на него, созданных Black Russian Mama (сценический персонаж комика и блогерши Натальи Красновой) при участии Апиной.
В седьмом эпизоде сериала Сергея Урсуляка «Ненастье» (2018) актёр Юрий Оленников, как и в оригинальном видеоклипе «Бухгалтер» группы «Комбинация» сыграл роль бухгалтера — на этот раз эпизодическую. Главный герой сериала встречает в электричке Оленникова (в образе бухгалтера из клипа, в чёрной шляпе и пальто), который ему подмигивает. Следом звучит сама песня «Бухгалтер» в исполнении «Комбинации», а затем на экране появляются кадры из клипа на неё.
В кинофильме «Никто» (2021) режиссёра Ильи Найшуллера композицию поёт герой Алексея Серебрякова — русский мафиози по имени Юлиан. Ранее в той же сцене «Бухгалтер» звучит в исполнении самой «Комбинации» (версия 1993 года, записанная Татьяной Ивановой и Светланой Кашиной).

## Оценки
Как вспоминает композитор и сооснователь «Комбинации» Виталий Окороков, сочиняя материал для ансамбля, он думал, что пишет «одноразовую» музыку, поскольку создание песен служило для него лишь источником дохода, в то время как по жизни он слушает только классику вроде Иоганна Баха или Дмитрия Шостаковича. «Поэтому когда мне рассказывают, что „Бухгалтер“ — это чуть ли не часть антологии советской песни, я сильно удивляюсь» — говорит Окороков.
Журналист и документалист Леонид Парфёнов в свою очередь высказал мнение, что для популярности композиции и её исполнителей есть веские причины: «Если министр финансов затрудняется с ответом на вопрос, с уходом какого другого министра он бы подал в отставку, и не затрудняется ответить, что ему нравятся и слова, и музыка песни „Милый мой бухгалтер“, то это что-то значит. Без большого, хотя своеобразного таланта такие вещи не создаются», — считает Парфёнов.
По оценке одного из авторов сборника «Новая критика. Звуковые образы постсоветской поп-музыки» Вадима Салиева, «Бухгалтер», вероятно, стоит в числе «самых культовых и широко известных композиций постперестроечного периода». Выйдя за рамки исключительно музыкального пространства, песня стала полноценным культурным феноменом и одной из наиболее типичных ассоциаций, возникающих при попытке обрисовать гротескный образ 1990-х годов. Подобный статус, согласно Салиеву, закрепился за композицией в том числе и потому, что она представляет собой яркий пример «постсоветского саунда», сочетающего синтезаторные тембры и ритм-секцию евродиско с гармоническими и мелодическими идиомами, глубоко укоренёнными ещё в городской песне первых десятилетий советской власти.

## Позиции в чартах
Ежемесячные чарты
| Чарт (1991)                                 | Высшая позиция | Прим.  |
| ------------------------------------------- | -------------- | ------ |
| Россия, Звуковая дорожка МК, «Лучшая песня» | 15             | [ 23 ] |

## Полезные ссылки
- Сюжет о песне в программе Ивана Цыбина «Закрома Родины» (Пятый канал, 2015)
- Сюжет о песне в передаче «Хит-просвет» на канале «Настроение» (ТВЦ, 2019)
- Фрагмент о песне в документальном фильме «Алёна Апина. А любовь она и есть…» (Первый канал, 2015)
- Сольная версия Апиной (концертное видео, 1991)
- Версия «Комбинации» в исполнении Ивановой/Кашиной (аудио, 1994)